# Hirseøl
Hirseøl er en alkoholisk drikkevare lavet af maltet hirse. Denne slags øl er almindelig i Afrika. 